# Tour de Bohemia
Die Tour de Bohemia war ein Etappenrennen in der Tschechoslowakei und später in Tschechien. Es wurde in Böhmen, dem westlichen Landesteil, von 1968 bis 2004 ausgetragen. Veranstalter war der tschechoslowakische, später der tschechische Radsportverband.

## Geschichte
Nach der ČSSR-Rundfahrt (ab 1953) und der Slowakei-Rundfahrt (ab 1954) wurde das Rennen als drittes internationales Etappenrennen in der Tschechoslowakei begründet. Die Tour de Bohemia war Bestandteil des internationalen UCI-Kalenders für Amateure und fand im Juli statt.  Ab 1994 trug das Rennen für zwei Jahre den Namen „Bohemia Crystal Tour“ und wurde ein Rennen der Elite-Klasse. Ab 1998 wurde es „Ytong Bohemia Tour“ genannt. 2004 fand das Rennen zum letzten Mal statt. In der Regel führte die Rundfahrt über fünf Etappen und wurde mit einem Prolog eröffnet. 2004, im letzten Jahr der Austragung, gab es nur zwei Etappen.

## Nachfolgerennen
Von 2012 bis 2014 gab es Radrennen mit dem Namen Bohemia Tour, das als Eintagesrennen von České Budějovice nach Prag veranstaltet wurde. 2015 bis 2017 wurde das Rennen unter dem Namen East Bohemia Tour als Etappenrennen weiter veranstaltet.  

## Palmarès
| Jahr      | Sieger             | Zweiter             | Dritter               |
| 1968      | Břetislav Souček   | Alex Svoboda        | Jiří Prchal           |
| 1969      | Miloš Hrazdíra     | Jindrich Marek      | Jiří Prchal           |
| 1970      | Rudolf Labus       | Petr Matoušek       | Miloš Hrazdíra        |
| 1971      | Jan Smolík         | Rudolf Labus        | Jiří Mainuš           |
| 1972      | Miloš Hrazdíra     | Jiří Prchal         | Vlastimil Moravec     |
| 1973      | Jiří Bartolšic     | Rudolf Labus        | Lubomir Zajac         |
| 1974      | Jiří Bartolšic     | Jiří Prchal         | Michal Klasa          |
| 1975      | Vlastimil Moravec  | Petr Bucháček       | Jiří Prchal           |
| 1976      | Zdenĕk Janda       | Jiří Prchal         | Jaroslav Poslušný     |
| 1977      | Bernd Drogan       | Jiří Škoda          | Petr Matoušek         |
| 1978      | Jiří Škoda         | Ladislav Ferebauer  | Ludek Mráz            |
| 1979      | Ladislav Ferebauer | Jiří Bartolšic      | Ladislav Foldyna      |
| 1980      | Ladislav Ferebauer | Svatopluk Henke     | Luděk Kubias          |
| 1981      | Miroslav Sýkora    | Jiří Bartolšic      | Martin Götze          |
| 1982      | Miroslav Sýkora    | Ladislav Ferebauer  | Vladimír Kozárek      |
| 1983      | Miroslav Sýkora    | Jiří Škoda          | Miloš Hrazdíra        |
| 1984      | Lubomir Burda      | Hardy Gröger        | Olaf Ludwig           |
| 1985      | Miroslav Sýkora    | Jiří Škoda          | Jan Posipenka         |
| 1986      | Otakar Fiala       | Vladimír Kozárek    | Jiří Trávníček        |
| 1987      | Václav Toman       | Luděk Štyks         | Miroslav Vašiček      |
| 1988      | Miroslav Vašiček   | Stephan Gottschling | Radovan Fořt          |
| 1989      | Éric Pichon        | Otakar Fiala        | Jan Jesiak            |
| 1990      | Roman Kreuziger    | Ludek Styks         | Pavel Padrnos         |
| 1991      | Vaclav Toman       | Otakar Fiala        | Vladimír Švehlík      |
| 1992      | Tomas Velecky      | Pavol Zabudan       | Pavel Camrda          |
| 1993      | Jan Ullrich        | Jörn Reuß           | Alex Kaltenhuber      |
| 1994      | Pavel Padrnos      | František Trkal     | Alexander Kastenhuber |
| 1995      | Vladimír Švehlík   | Heiko Latocha       | Slavomir Heger        |
| 1996 1997 | nicht ausgetragen  |                     |                       |
| 1998      | Ondřej Sosenka     | Milan Kadlec        | René Andrle           |
| 1999      | Jaroslav Bílek     | Jan Bratkowski      | Miroslav Kejval       |
| 2000      | Ondřej Sosenka     | Milan Kadlec        | Valter Bonča          |
| 2001      | Ondřej Sosenka     | Milan Kadlec        | Michal Hrazdíra       |
| 2002      | Milan Kadlec       | Michal Kalenda      | Timo Scholz           |
| 2003      | Zbigniew Piątek    | Ralf Grabsch        | Petter Renäng         |
| 2004      | Lubor Tesař        | Jan Falynec         | Milan Kadlec          |